# Futóbogárfélék
A futóbogárfélék vagy futrinkafélék (Carabidae) a rovarok osztályában a ragadozó bogarak (Adephaga) alrendjébe tartozó család. 2020-ig körülbelül 30 ezer fajukat írták le.

## Származásuk, elterjedésük
Az egész Földön megtalálni őket; a legtöbb faj a mérsékelt övben él. Mintegy 2700 fajuk él Európában (Futrinkák). Magyarországon 13 alcsalád mintegy 650 faja ismert, illetve feltételezett.

## Megjelenésük, felépítésük
Alakjuk és színük is igen változatos. Fejük nagy, előreálló (orthognath típusú), de általában keskenyebb, mint az előtor, oldalt nem terjed túl a csápok tövén.
A növényevő fajok rágói rövidek, de erős, a ragadozó fajokéi hosszabbak, néha egymást keresztezik; a zsákmány megragadását és széttépését fogak segítik. Állkapcsi tapogatójuk négyízű. Csápjaik a homlok oldalszegélye alatt, a rágok töve mögött erednek. Csápjuk általában hosszú (legalább olyan hosszú, mint a fej és az előtor hossza együtt). A csáp mindig fonalas — sohasem bunkós, fésűs vagy lemezes; a fülescsápúfutó-formák (Paussinae) fajainál azonban az utolsó csápízek aránytalanul megnagyobbodtak.
Oldalt kiálló szemük nem feltűnően nagy, sőt gyakran igen kicsi. A barlangokban vagy mélyen a földben élő fajok szeme gyakran hiányzik, egykori helyét csak világos folt jelzi.
A legtöbb faj szárnyfedője hátul lekerekített, a potrohot teljesen fedi. Az előtor háta jellemzően széles, gyakran szív alakú. Felülete általában hosszanti irányban rovátkolt, vagy sorokba rendezett pontsorokkal borított. A röpképtelen fajok szárnyfedői összenőttek, a hártyás szárnyak különböző mértékben elcsökevényesedhetnek.
Potrohukon hat haslemez látható, ami jól megkülönbözteti őket a bogarak többségét összefogó mindenevő bogarak (Polyphaga) alrendjének fajaitól, amelyek hasán csak öt lemez látható.
Lábuk általában hosszú, vékony de erősek, a gyors futásra alkalmas; egyes rövidebb és vastagabb lábú (főleg növényevő) fajok nehézkesebben mozognak. A föld alatt élő fajok mellső lábai ásólábakká alakultak.
Egyes taxonok végbele mellett páros bűzmirigyet találunk. Ezek metakrilsavat és más vegyületeket tartalmazó váladékát veszélyhelyzetben lövellhetik ki.
A megnyúlt testű lárvák fejének mindkét oldalán 4–6 pontszem helyezkedik el. Csápjaik négy ízűek, rágóik sarló alakúak. Bábjuk rendszerint fehér, rajta jól kivehető az előreálló fej, valamint a szájrészek, szárnyak, lábak stb. körvonalai.

## Életmódjuk, élőhelyük
A fajok nagyobb része gyorsan mozgó éjszakai vagy nappali ragadozó. Többnyire más rovarokat (főleg rovarlárvákat), férgeket, csigákat zsákmányolnak.
Az éjszaka aktív fajokat jellemzően vonzzák a fények. Városokban rajzásszerűen, egy-két hetes turnusokra főleg a növényevő nagy selymesfutrinka (Harpalus rufipes), és a különböző gyászfutó fajok tűnhetnek fel tömegesen.
A közhiedelemmel ellentétben viszonylag sok fajuk növényevő (elsősorban magevő), ezek közül egyesek alkalomadtán számottevő mezőgazdasági károkat okozhatnak. Ilyen például a gabonafutrinka (Zabrus tenebrioides), amelynek lárvája a gabonafélék leveleit, imágója az érőfélben lévő szemeket fogyasztja.
A ragadozó fajok igen változatos élőhelyeken fordulnak elő:
- avar és moha között,
- kövek vagy rögök alatt,
- odvas fatönkökben stb.

Egyesek csak homokos vagy iszapos talajon találhatók, mások a barlangi életmódhoz alkalmazkodtak, megint mások mélyen a földbe ássák magukat.
Jellemző reakciójuk, hogy ha veszélyt éreznek, megtorpannak és szétterpesztett lábakkal a földre lapulnak; ez a jelenség a tanatózis (Futrinkák).
A nőstények által lerakott peték száma erősen fajfüggő; néhány és több száz között változik. Egyes fajok eljutottak a primitív ivadékgondozásig, amennyiben őrzik a petéket. A lárva a harmadik stádium után bábozódik. Ehhez a legtöbb faj lárvája kamrát váj magának a földbe vagy korhadt fába, és abban bábozódik. Az átalakulás egy évig is eltarthat (a kisebb fajoké gyorsabb).
Az antropogén hatásokra többnyire érzékenyen reagálnak, ezért ezt jelző bioindikátornak is használják őket (Futrinkák).

## Rendszertani felosztásuk
A családot a 2020-as években 22 recens és 2 kihalt alcsaládra osztják. Közel két tucat nem besorolása, illetve elkülönítése megoldatlan.
Recens alcsaládok:
- Apotominae
- pöfögőfutóformák (Brachininae, Bonelli, 1810)
- busafutóformák (Broscinae, L., 1758)
- futrinkaformák (Carabinae)
- homokfutrinka-formák (Cicindelinae)
- Cicindinae
- iszapfutóformák (parti futrinkaformák[5] Elaphrinae, Latreille, 1802)
- Gehringiinae
- lomhafutóformák (Harpalinae, Bonelli, 1810)
- Hiletinae
- Loricerinae (Latreille, 1802)
- Melaeninae
- Migadopinae
- partfutóformák (Nebriinae, Laporte, 1834)
- Nototylinae
- gömböcfutóformák (Omophroninae, Bonelli, 1810)
- ligetfutóformák (Patrobinae, Dejean, 1821)
- fülescsápúfutó-formák (Paussinae)
- hengeresfutó-formák (Psydrinae)
- vájárfutóformák (Scaritinae, Bonelli, 1813)
- Siagoninae
- fürgefutoncformák (Trechinae, Bonelli, 1810)

Kihalt alcsaládok:
- †Conjunctiinae
- †Protorabinae

Egyes rendszertanászok elkülönítik a Pterostichinae alcsaládot is; (az ITIS szerinti felosztásban ez Pterostichitae néven a Harpalinae alcsalád része)

## Magyarországon ismertebb fajok
- nagy aknásfutó (Acinophus ammophilus) Dejean, 1829
- aranyos bábrabló (Calosoma sycophanta) (Linnaeus, 1758)
- kis bábrabló (Calosoma inquisitor) (Linnaeus, 1758)
- bőrfutrinka (Carabus coriaceus) Linnaeus, 1758
- keleti kékfutrinka (Carabus violaceus) Linnaeus, 1758
- lapos kékfutrinka (Carabus intricatus) Linnaeus, 1760
- rezes futrinka (Carabus ullrichii) Germar, 1824
- ragyás futrinka (Carabus cancellatus) Illiger, 1798
- öves homokfutrinka (Cicindela hybrida) Linnaeus, 1758
- mezei homokfutrinka (Cicindela campestris) (Linnaeus, 1758)
- nagy selymesfutrinka (Harpalus rufipes) (DeGeer, 1774)
- gabonafutrinka (Zabrus tenebrioides) (Goeze, 1777)
- Gebhardt-vakfutrinka (Duvalius gebhardti) (Bokor, 1926)
- sziki homokfutrinka (Calomera littoralis)

## Képek

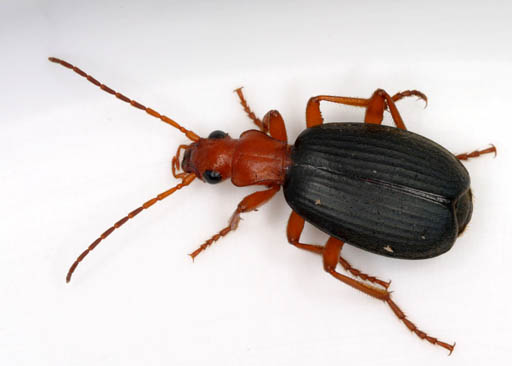
Brachinus sp. (Brachininae)
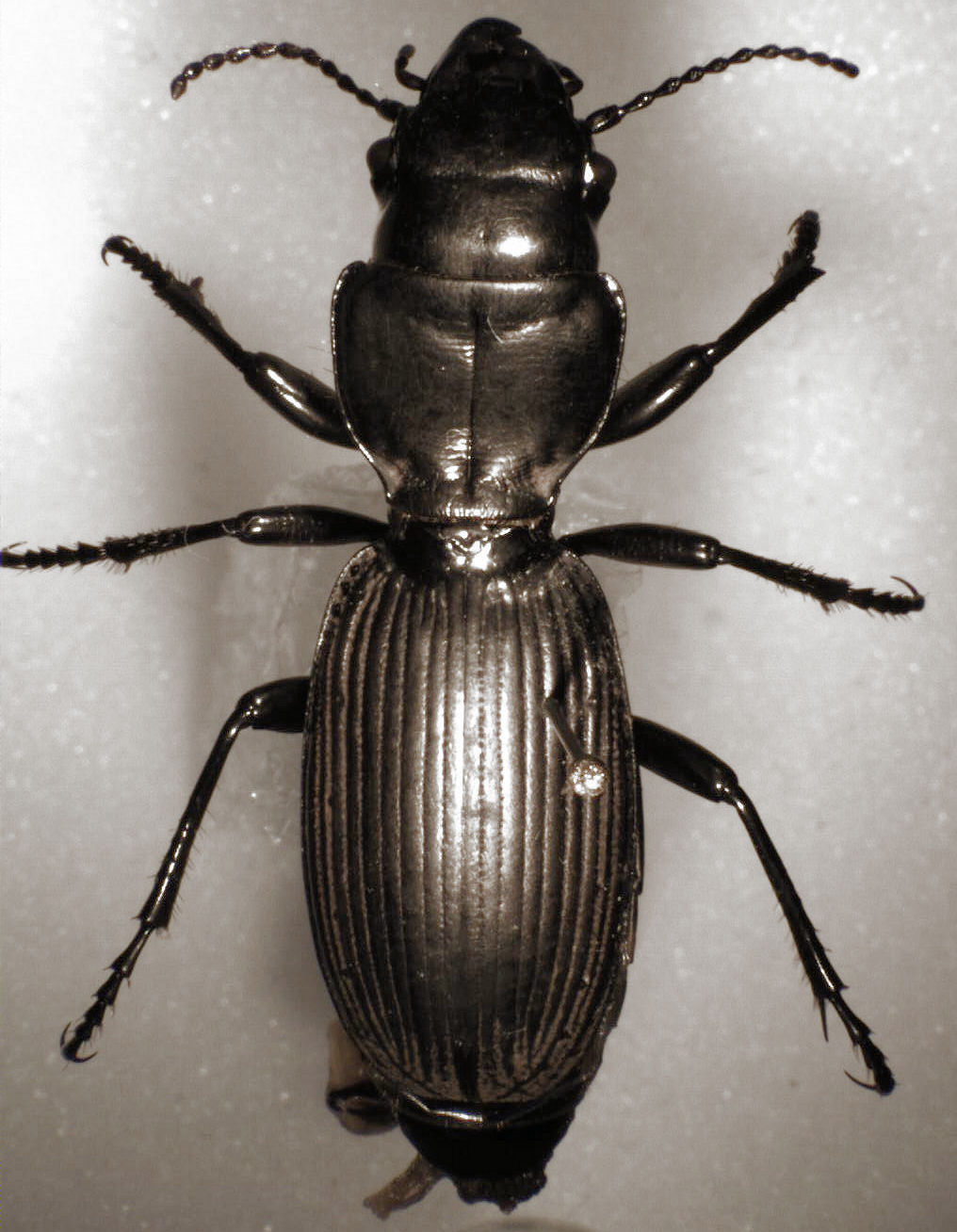
Mecodema oconnori (Broscinae)
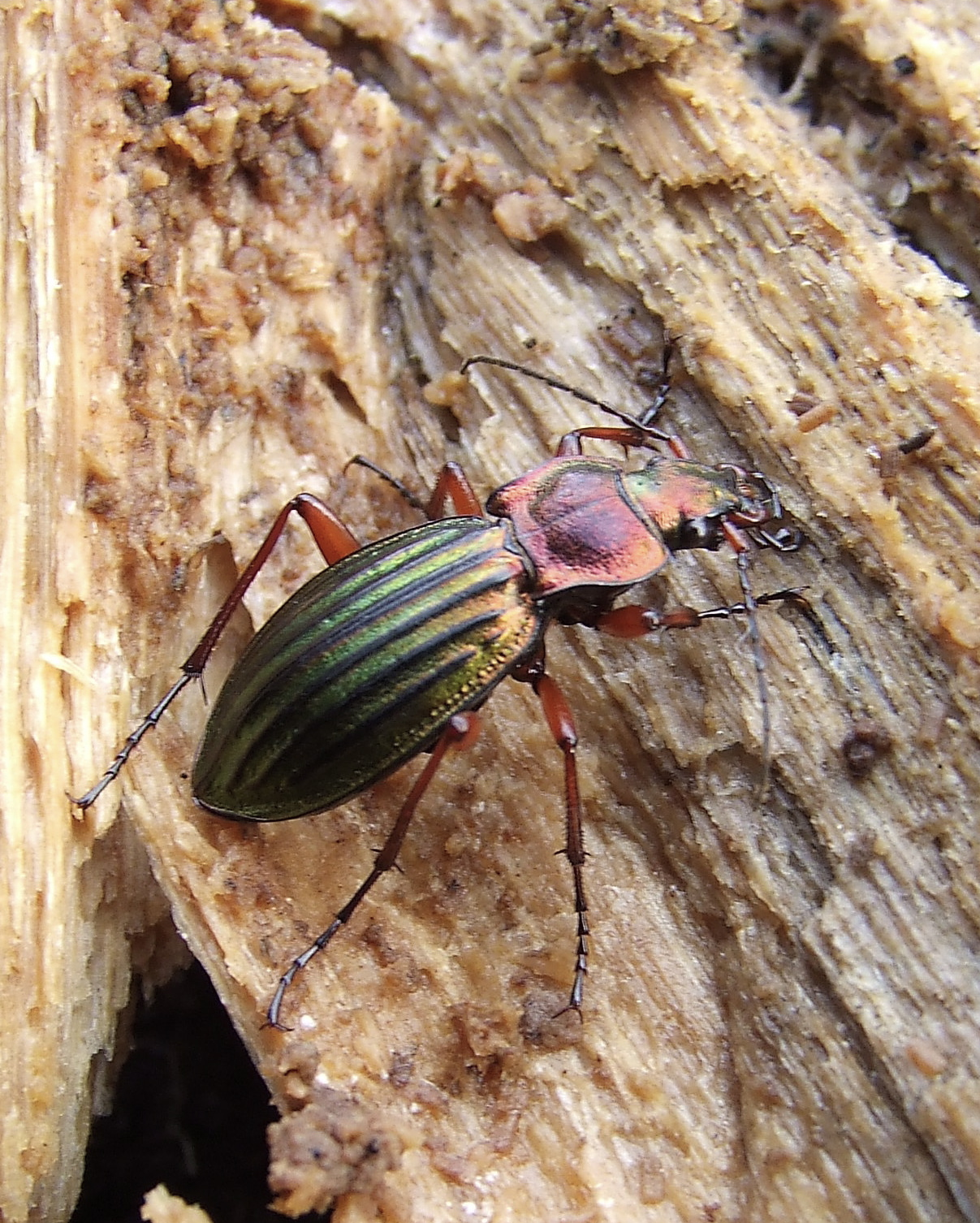
Carabus auronitens (Futrinkaformák)
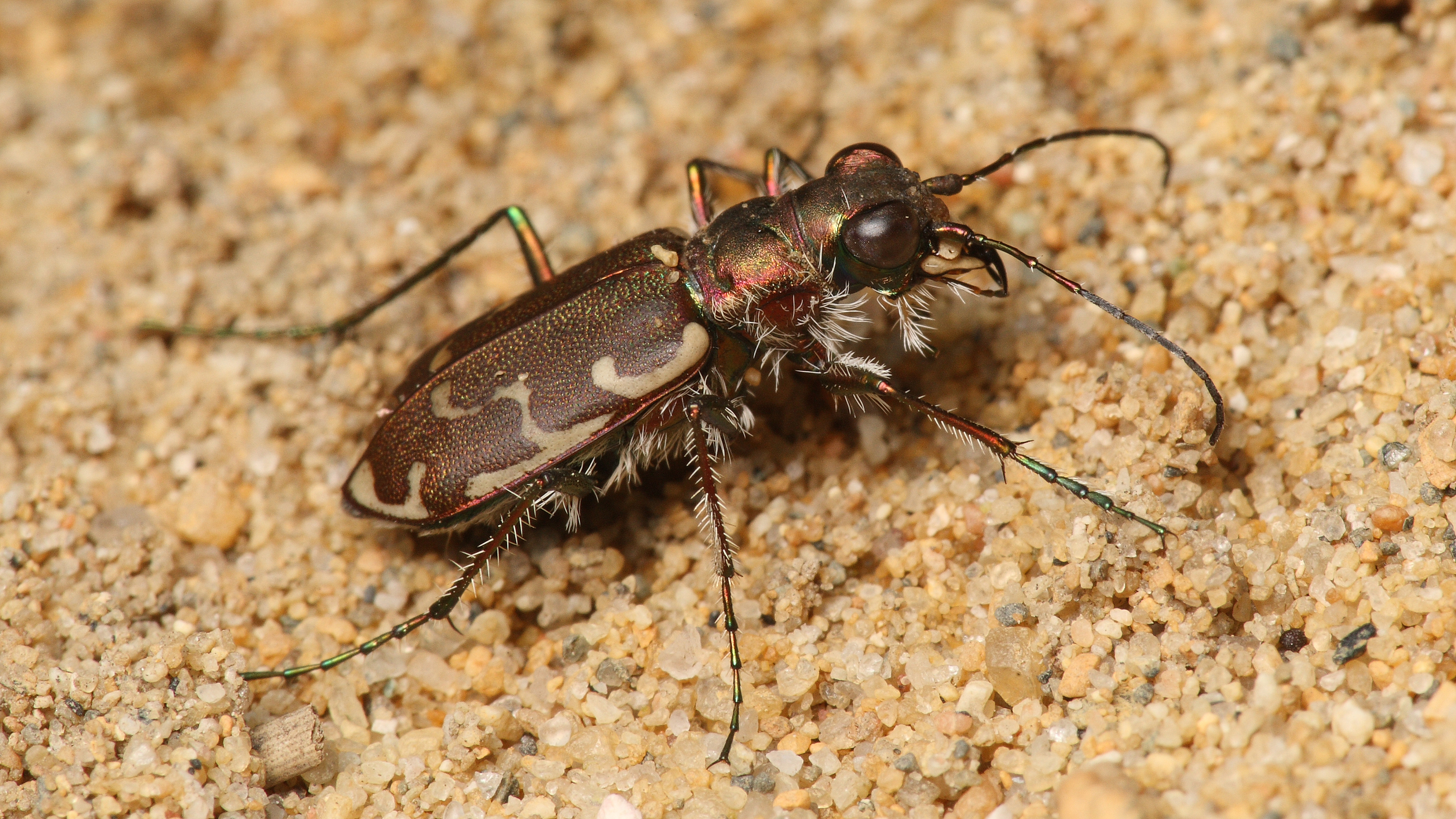
Cicindela repanda (Homokfutrinka-formák)
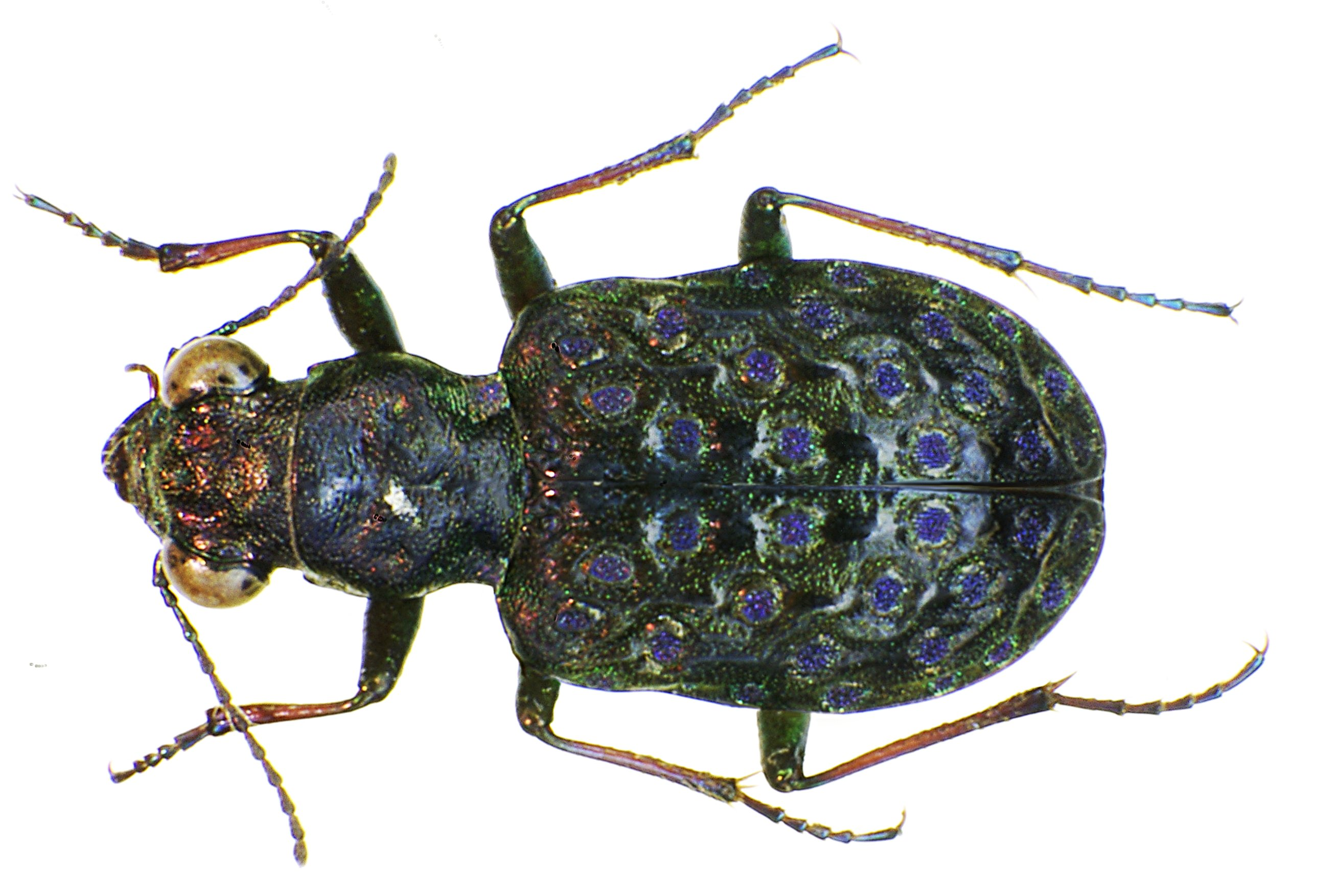
Elaphrus cupreus (Elaphrinae)
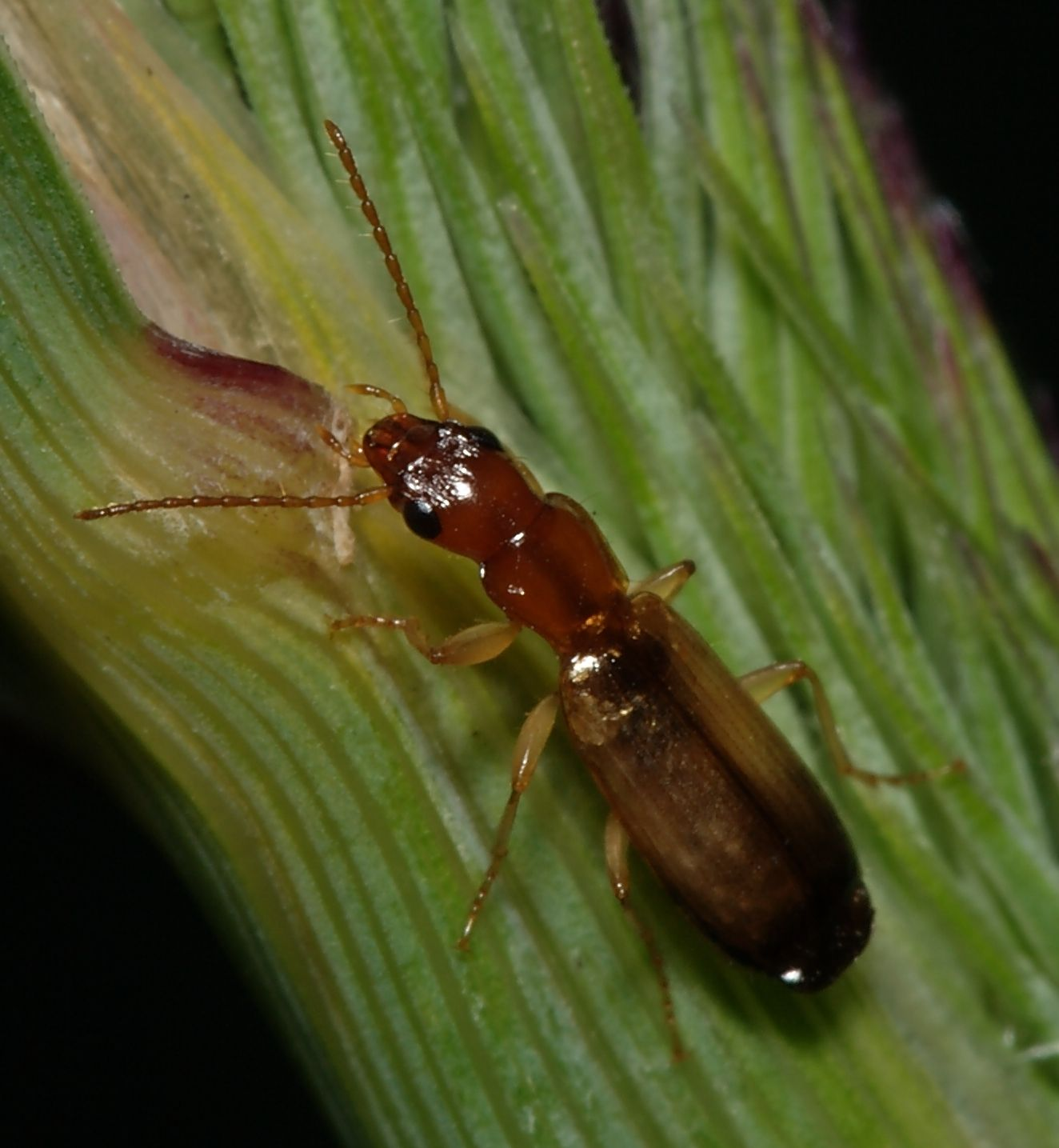
Paradromius linearis (Harpalinae)